# 维利马

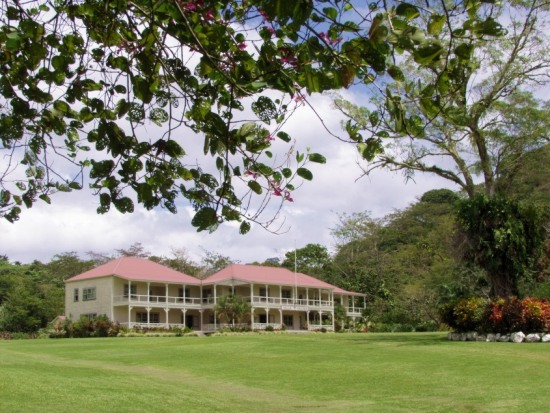
维利马与背后的瓦伊阿山

维利马（Vailima）位在萨摩亚首都阿皮亚以南4公里的村庄，也是政治區圖阿馬薩加的選舉區，根據2006年統計，當地人口有1462人。
維利馬以苏格兰作家罗伯特·路易斯·史蒂文森晚年的同名故居而聞名。在他逝世之後，故居曾被作為德屬薩摩亞總督、新西蘭託管時期行政長官及薩摩亞國家元首的官邸，1994年该故居被萨摩亚政府列为纪念馆按照原先布置以纪念史蒂文森。
维利马（Vailima）在薩摩亞語意思是「手中的水」，根據薩摩亞的古老傳說，曾經有一位女性將她手（lima）中的水（vai），分享幫助給她饑渴的同伴。不過該地名被廣泛的誤譯為「五條水流」，由於薩摩亞語中「lima」可以代表手跟或五的關係。
维利马也是乒乓球品牌名稱，由薩摩亞當地唯一一家乒乓球工廠生產製造。
史蒂文森葬在故居附近的Vaea山的一座墓地。

## 引用资料
1. ↑  .   [2009-05-28]. （原始内容存档于2011-12-28）.